# دهكرد (سميرم)
دهكرد هي قرية في مقاطعة سميرم، إيران. يقدر عدد سكانها بـ 123 نسمة بحسب إحصاء 2016.